# 淨化程式
淨化程式，又譯淨化計畫（英語：Purification Rundown，簡稱Purif），別名為賀伯特之道（英語：Hubbard Method），是一個由山達基創始人羅恩·賀伯特所制定的僞科學療法，聲稱可以消除毒物對身體的影響，是山達基教會一個常態性的服務。該程式包含運動、口服高劑量補品和超長時間待在蒸氣室（可能長達五小時，每週五天，每次五週）。臨床醫學尚無法證明此療法能治療藥物成癮，山達基人則認為它是處理長期濫用藥物或暴露在有毒物質（殺蟲劑、空氣污染、食品防腐劑等）下的影響的唯一有效方式。
對山達基人而言，淨化程式是宗教性質的心靈恢復計畫，作為上完基本介紹課程後，踏上通往完全自由之橋的第一步，所有山達基人都必須完成這個計畫才可以去下一阶段繼續提高覺察力特徵，形成排毒程式的基礎。然而在其向大衆的推廣過程上，則是透過教會經營的屬下組織從醫學的角度來宣導，聲稱可用於戒毒康復，如那可拿、可明納、第二次機會和國際戒毒專家學院。它的公共宣傳定義隨機應變，時宗教時世俗，時醫學時靈性 。

## 歷史與發展
賀伯特最初在一本名為《全部關於輻射》的書中提出他對菸酸的思想。他聲稱，作爲一個核物理學家和醫生，他發現大劑量的維生素能減輕和防止輻射病。他以片劑的形式銷售該抗輻射維他命混合補品，並將其命名為“戴尼辛”，稱此處方可以用戴尼提的方式來處理身體。 1958年，因其對輻射治療的誤導標籤，美國食品和藥物管理局收繳並銷毀了21000片補品。
1979年，淨化程式的前身“汗水計劃”出現，並同樣旨在消除迷幻藥的痕跡，據賀伯特稱可長期留在體內。參加者飲食受限制，包括吃大劑量的維生素和一茶匙的鹽，每天至少花了一個小時，穿橡膠衣慢跑。對某一些人，這個方案持續好幾個月。
淨化程式是發展給那可拿中心使用的，並發表在賀伯特的《戴尼提和山達基技術公告》以及《清新身體、清新心靈》（Clear Body, Clear Mind）一書。另外還有兩本書也描述了這程式，《淨化：毒品答案圖解》和《那可拿新生活排毒計劃：羅恩·賀伯特有效的淨化程式》。術語“淨化程式”是宗教技術中心（治理山達基教會的機構）持有的一個商標，雖然宗教技術中心的發言人否認有任何發牌給那可拿的安排。
《清新身體、清新心靈》書中包含一個免責聲明，指出淨化程式不是一種醫療。類似的聲明出現在《賀伯特通訊辦公室公告》，指出淨化程式不是醫療過程，而是一個純粹精神活動。賀伯特建議，參加者須簽署一份棄權，指出淨化不是醫療。

## 程式
該程序通常需要二至五個星期。除了花大量時間在三溫暖，人們也需要做運動，包括健美操，跑步機，以及其他類似的活動。
該方案包括定期劑量的維生素（尤其是菸鹼酸），長期在桑拿中，運動，混合植物油，他們相信毒素會隨汗而出，植物油更換在體內的脂肪組織。《清新身體，清新心靈》建議，整個過程中參加者維持正常飲食，以新鮮蔬菜補充。
淨化程式要求參與者定期攝取以下的：
- 多維生素雞尾酒，教會配方中主要成分是菸酸。《清新身體、清新心靈》建議開始劑量為100毫克，增加至5000毫克[4]；對比之下，醫生建議的水平約15毫克，大劑量可產生嚴重的，甚至可能致命的副作用[4]。參加者事前即被告知，由於毒素或輻射會從他們的身體中的脂肪釋放，所以要期待有不適影響[22]。因此，當參與者因過量攝入菸鹼酸導致中毒症狀，包括皮膚紅腫、皮膚潮紅、頭暈和頭痛，參與者反而會積極地自我解釋為該程式所帶來的積極效果。[4][22][23]
- 礦物質補充劑，包括鈣，鎂，鐵，鋅，錳，銅，碘和鉀。[24]
  - 「鈣鎂配方」（“Cal-Mag”），一種飲品，《清新身體、清新心靈》描述為一個葡萄糖酸鈣，碳酸鎂和醋的溶液，在組合比例上元素鈣為鎂的兩倍多[25]。每天需餐後飲用三次。[20]
- 足夠的液體來取代在桑拿浴失去的。[21]
- 每天半杯純油，以取代那些在桑拿浴隨汗而出的油。[20]

賀伯特規定，每個參與者每天必須完成報告，列出維生素，礦物質，Cal-Mag和其它流體的數額，經過檢討，以確保它們全面符合計劃。
淨化程式費用，在1990年時是約二千美元。在1996年有折扣下是$1,790，不過另一個來源聲稱，在1996年四個星期的課程是四千美元左右。在1998年是1200美元，而在2009年為$5200。。

## 批評
儘管教會舉出很多人的推薦和支持，該程式已被許多醫生批評，因為效果未經證實，但有顯著的健康風險，尤其是熱射病相關危害，包括腦損傷，心臟問題，器官衰竭，最嚴重將導致死亡。同時，在醫學上藥片和高溫的結合已被認為具有可致命的潛力，而該程式使用的超劑量維他命療法（主要為菸鹼酸）和長時間高溫蒸氣，均超出安全水平。
山達基自己的報告也指出一些常見的淺顯副作用，如脫水、電解質紊亂（包括低血鈉和低血鉀）、熱相關疾病（如體溫過高）。，然而教會鼓勵參與者表明副作用並以此為據聲稱毒素已被排出。
有些家庭起訴山達基教會，聲稱淨化程式使親屬死亡。